# Hima Das
Hima Das (* 9. Januar 2000 in Dhing, Assam) ist eine indische Sprinterin, die sich auf den 400-Meter-Lauf spezialisiert.

## Sportliche Laufbahn
Erste internationale Erfahrungen sammelte Hima Das bei den Jugendasienmeisterschaften 2017 in Bangkok, bei denen sie im Finale über 200 Meter den siebten Platz belegte. Anschließend nahm sie an den Jugendweltmeisterschaften in Nairobi teil und wurde dort in 24,39 s Fünfte. 2018 nahm sie zum ersten Mal an den Commonwealth Games im australischen Gold Coast teil, erreichte dort im Finale über 400 Meter in 51,32 s den sechsten Platz sowie Rang sieben mit der indischen 4-mal-400-Meter-Staffel. Daraufhin gewann sie bei den U20-Weltmeisterschaften im finnischen Tampere in 51,46 s überlegen die Goldmedaille vor der Rumänin Andrea Miklós und schied mit der indischen Staffel in der ersten Runde aus. Ende August gewann sie bei den Asienspielen in Jakarta mit neuem indischen Rekord von 50,79 s die Silbermedaille über 400 Meter hinter der Bahrainerin Salwa Eid Naser und vor der Kasachin Elina Michina. Zudem siegte sie mit der indischen Stafette vor Bahrain und Vietnam. Bei der erstmals ausgetragenen Mixed-Staffel gewann sie hinter Bahrain die Silbermedaille. 2019 wurde die bahrainische Staffel wegen eines Dopingvergehens disqualifiziert und die Goldmedaille Indien zugesprochen. Im Jahr darauf konnte sie ihren Vorlauf über 400 Meter bei den Asienmeisterschaften in Doha nicht beenden.
2017 wurde Das indische Meisterin im 200-Meter-Lauf.

## Persönliche Bestleistungen
- 200 Meter: 23,10 s (0,0 m/s), 27. Juni 2018 in Guwahati
- 400 Meter: 50,79 s, 26. August 2018 in Jakarta (Indischer Rekord)